# Chlamydotis undulata
Chlamydotis undulata (лат.) — вид птиц рода дрофы-красотки семейства дрофиных отряда дрофообразных, распространённый в Северной Африке. Это латинское название долгое время относилось ко всем представителям данного рода, которых считали одним видом. Таким образом, вихляев или джеков, гнездящихся на территории Средней Азии, Казахстана и России, считали подвидом Chlamydotis undulata macqueenii. Но начиная с 2003 года, в мировой орнитологии окончательно утвердилось разделение Chlamydotis undulata в широком понимании на два вида: азиатский Chlamydotis macqueenii и африканский Chlamydotis undulata. С 2014 года мировая популяция Chlamydotis undulata внесена в Красный список МСОП как уязвимая. Подвид, обитающий на Канарских островах (административно это Европа, а географически Африка) с 2015 году рассматривается как находящийся под угрозой исчезновения.

## Описание
Chlamydotis undulata — это дрофа среднего размера. Её длина составляет 55—65 см, а размах крыльев — 135—170 см. Они охристые сверху и белые внизу, с чёрной полосой по бокам шеи. В полете на длинных крыльях видны большие черно-коричневые отметины на маховых перьях. Chlamydotis undulata немного меньше и темнее по окраске азиатских джеков. Самки намного меньше по размерам и бледнее по окраске самцов. Масса тела 1,15- 2,4 кг у самцов и 1-1,7 кг у самок.

## Таксономия
В 1784 году Йозеф Франц фон Жакен на основании экземпляра, привезенного из Триполи в Венский Шёнбруннский зоопарк, описал новый вид дроф, который назвал Psophia undulata. В 1832 году для азиатских вихляев Джоном Эдвардом Греем на основании рисунка Томаса Хардвика птицы добытой в северной Индии было предложено название Otis macqueenii. К роду Chlamydotis Chlamydotis undulata была отнесена Рене Лессоном в 1839 году. В 1894 году для птицы из семейства Дрофиных с острова Фуэртевентура Лайонелом Уолтером Ротшильдом и Эрнстом Харттертом было предложено название Houbara fuertaventurae. Сейчас эта форма рассматривается подвид Chlamydotis undulata.
Азиатские вихляи долгое время считались подвидом африканского вида Chlamydotis undulata. Азиатскую форму стали рассматривать как отдельный вид, начиная с 2003 года. Основаниями для такого решения были в различиях в окраске оперения, вокализации и поведении при ухаживании. Кроме того из зоны соприкосновения ареалов (долина Нила) неизвестны переходные формы. Решение Комитета таксономических регистраций Британского союза орнитологов выделить два вида было поставлено под сомнение на том основании, что различия в проявлениях ухаживания самцов могут быть функционально столь простыми, что не будут препятствовать скрещиванию, тогда как разница в предкопуляционных демонстрациях могла бы указывать на то, что это два разных вида. Комитет ответил на этот скептицизм, объяснив, что существуют различия как в ухаживании, так и в демонстрациях предшествующих совокуплениям.

## Филогения
Результаты анализа последовательностей митохондриальной ДНК 73 образцов Chlamydotis позволили оценить, что Chlamydotis undulata и азиатский джек Chlamydotis macqueenii генетически разошлись около 430 000 лет назад от общего предка. Расхождение между африканским типичным и канарским подвидами Chlamydotis undulata датируется примерно от 20 000 до 25 000 лет назад.

## Ареал и места обитания
Chlamydotis undulata обитает в Северной Африке к западу от Нила, в основном в западной части пустыни Сахара в Мавритании, Марокко, Алжире, Тунисе, Ливии и Египте. Существуют также некоторые старые регистрации этого вида из Судана. Небольшая популяция обитает на Канарских островах. Джек или вихляй Азиатская дрофа или дрофа Маккуина, ранее входившая в этот вид, встречается к востоку от Синайского полуострова. Североафриканские виды ведут оседлый образ жизни, в отличие от мигрирующих северных популяций дрофы Маккуина.
Численность подвида Chlamydotis undulata fuertaventurae на Канарских островах сильно ограничена и он находится под угрозой исчезновения. Исследование 1997 года показало, что общее число птиц, относящихся к этому подвиду, составляет около 500 особей.

## Поведение и экология

### Размножение
Как и других дрофиных, у этого вида есть яркие брачные демонстрации. Самец поднимает белые перья на голове и шее и отводит голову назад.
Гнездо располагается на земле, самка в небольшую ямку откладывает от двух до четырёх яиц.
Chlamydotis undulata очень молчалива и почти никогда не подаёт свой голос.

### Питание
Этот вид всеяден, питается семенами, насекомыми и другими мелкими животными, таким, как. например, ящерицы.

## Угрозы
Основная угроза Chlamydotis undulata — это охота на неё для использования её мяса в пищу. Популяция дрофы в Северной Африке с 1984 года по 2004 год сокращалась, но, в отличие от его ближайшего родственника, азиатского вихляя, с тех пор начала возрастать. Хотя на них охотятся как сокольники, так и ружейные охотники, масштабы охоты намного меньше, чем те, с которыми сталкивается вихляй на Ближнем Востоке.